# Lindbergiola
Lindbergiola is een geslacht van wantsen uit de familie van de Miridae (blindwantsen). Het geslacht werd voor het eerst wetenschappelijk beschreven door José Cândido de Melo Carvalho in 1951.

## Soorten
Het genus bevat de volgende soorten:

- Lindbergiola aureopilosa Carvalho, 1951
- Lindbergiola bicolor (McAtee & Malloch, 1932)
- Lindbergiola jarmilae Hoberlandt, 1952